# Тенибяково
 Тенибяково  (тат. Кече Өтәк) — деревня в Зеленодольском районе Татарстана. Входит в состав Утяшкинского сельского поселения.

## География
Находится в западной части Татарстана, на Горной стороне на расстоянии приблизительно 30 км на юг по прямой от районного центра города Зеленодольск в правобережной части района.

## История
Известна с 1647-1652 годов. В русскоязычных документах упоминалась также как Малое Утяково, что на татарский язык буквально переводится как Кече Өтәк - любопытно, но именно так в настоящее время название этой деревни звучит на татарском языке в официальных документах. В арабографических надписях на татарском языке, при транскрипции на кириллицу, название деревни принимает форму "Кече Үтәк".
В «Списке населенных мест по сведениям 1859 года», изданном в 1866 году, населённый пункт упомянут как казённая деревня Тянебякова 1-го стана Свияжского уезда Казанской губернии. Располагалась при речке Утяшке, на дороге из села Кильдеева в деревню Утяжки, в 28 верстах от уездного города Свияжска и в 14 верстах от становой квартиры в казённом селе Кильдеево (Троицкое). В деревне в 42 дворах жили 195 человек (94 мужчины и 101 женщина). Была мечеть. В 1887 году построено новое здание мечети.
До 1920 г. деревня входила в Азелеевскую волость Свияжского уезда Казанской губернии. С 1920 г. в составе Свияжского кантона ТАССР. С 14 февраля 1927 г. – в Нурлат-Ачасырском, с 1 августа 1927 г. – в Нурлатском, с 1 февраля 1963 г. в Зеленодольском районах.

## Известные личности
В Тенибяково родился известный елабужский купец, общественный деятель и благотворитель хаджи Мухамметвали Альмухамметов (1847-1922), похоронен на Старом татарском кладбище г. Елабуги.

## Население
Число жителей: в 1782 г. – 36 душ мужского пола; 1859 г. – 190, 1897 г. – 280, 1908 г. – 344, 1920 г. – 292, 1926 г. – 203, 1938 г. – 381, 1949 г. – 196, 1958 г. – 140, 1970 г. – 148, 1979 г. – 110, 1989 г. – 53, 2002 г. – 44, 2010 г. – 33, 2017 г. – 26  человек (татары).